# سندروم کتف بالدار
نشانگان کتف بالدار (به انگلیسی: Winging scapula syndrome) عارضه‌ای است که در آن بخش‌هایی از استخوان کتف (Scapula) به‌طور غیرطبیعی به بیرون برجسته می‌شوند. این وضعیت نخستین‌بار در سال ۱۸۲۵ توسط «ولپو» گزارش شد.
کتف بالدار (یا شانه باله‌ای) نوعی اختلال در دستگاه اسکلتی است که در موارد نادر می‌تواند سبب محدودیت عملکرد اندام فوقانی همان سمت شود. این مشکل ممکن است توانایی فرد در بلند کردن، کشیدن و هل دادن اجسام سنگین را کاهش دهد و در موارد شدید، انجام فعالیت‌های روزمره مانند پوشیدن لباس یا شستن مو را دشوار کند.
نام این وضعیت از شباهت ظاهری آن به «بال» گرفته شده است، زیرا لبهٔ داخلی کتف به‌شکل محسوس از پشت بدن بیرون می‌زند. این تغییر می‌تواند ریتم کتفی-بازویی را مختل کرده و باعث کاهش دامنهٔ فلکسیون (خم‌کردن) یا ابداکشن (دور کردن) بازو، کاهش قدرت عضلانی و ایجاد درد قابل توجه شود. کتف بالدار در کودکان خردسال وضعیتی طبیعی به‌شمار می‌آید، اما در کودکان بزرگ‌تر و بزرگسالان غیرطبیعی محسوب می‌شود.
از نظر علمی، این عارضه نوعی ناهنجاری حرکتی به‌شمار می‌رود که در ۶۷ تا ۱۰۰ درصد ورزشکاران دچار آسیب شانه مشاهده شده است.

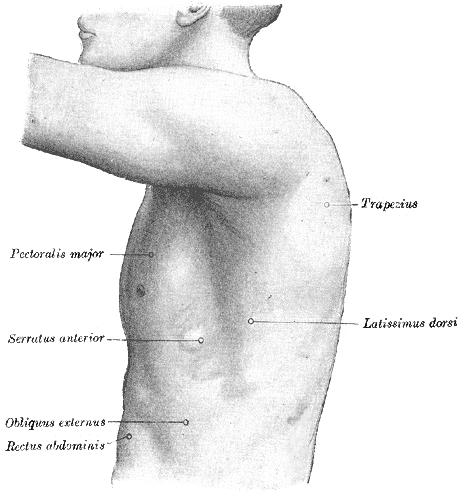
نمای چپ قفسه سینه. (کتف بالدار نشان داده نشده است، اما ماهیچه دندانه‌ای پیشین در سمت چپ و ماهیچه ذوزنقه‌ای در بالا سمت راست برچسب‌گذاری شده‌اند)

## انواع دیسکنزی کتف
دیسکنزی کتف معمولاً به سه تیپ تقسیم می‌شود: نوع ۱، نوع ۲ و نوع ۳.
نوع C اغلب به‌دنبال ایمپیجمنت یا آسیب روتاتور کاف ایجاد می‌شود، در حالی که نوع B و A معمولاً بر اثر ضعف یا آسیب ماهیچه لوزی‌شکل یا ماهیچه ذوزنقه‌ای رخ می‌دهد.

## نام‌گذاری
در این عارضه، کتف به‌گونه‌ای بیرون می‌زند که ظاهری شبیه «بال» پیدا می‌کند و از همین رو آن را «کتف بالدار» می‌نامند.

## عوامل ایجاد

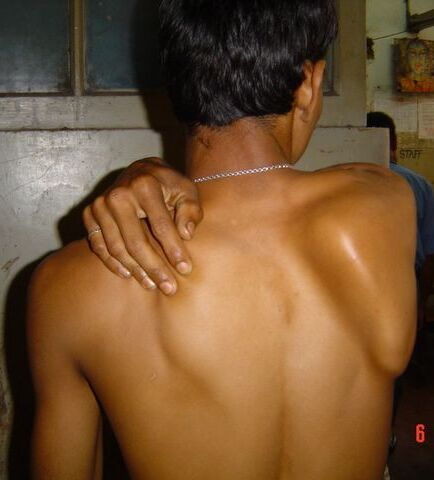
کتف بالدار (سمت راست)

علل بروز این عارضه بسته به نوع دیسکنزی متفاوت است. افتادگی شانه یا کوتاهی ماهیچه بالابرنده کتف از علل شایع آن است. کوتاهی ماهیچه‌های گرداننده شانه، ماهیچه سینه‌ای بزرگ، ماهیچه سینه‌ای کوچک یا ماهیچه پشتی بزرگ نیز می‌تواند این مشکل را ایجاد کند که معمولاً با چرخش داخلی شانه همراه است.
در بسیاری موارد، علت اصلی به اختلال عملکرد ماهیچه دندانه‌ای پیشین بازمی‌گردد؛ این مشکل می‌تواند ناشی از ضعف خود عضله یا آسیب عصب سینه‌ای بلند باشد که آن را عصب‌دهی می‌کند. آسیب این عصب ممکن است بر اثر سانحه، ورزش، جراحی یا علل دیگر رخ دهد.
اختلالات شانه‌ای-کتفی، گوژپشتی و ضعف ماهیچه‌های پشت نیز از عوامل زمینه‌ساز به‌شمار می‌روند. ورزش‌هایی که حرکات بالای سر دارند، مانند تنیس، والیبال، شنا، یا فعالیت‌های شغلی مانند نقاشی ساختمان و تدریس، می‌توانند به این اختلال منجر شوند.

## درمان
درمان معمولاً با فیزیوتراپی و تمرین‌های توان‌بخشی انجام می‌شود. اگر مشکل ناشی از آسیب عصبی باشد، روش‌های بلوک عصبی یا در موارد نادر، جراحی انجام می‌گیرد.
در صورتی که علت ضعف عضلات باشد، تمرین‌های اصلاحی نقش مهمی دارند. پژوهشی توسط محمد قلی‌پور اقدم و همکاران نشان داد که شش هفته تمرین‌های ثبات‌دهنده و کنترل آگاهانه، با تقویت ماهیچه‌های ثابت‌کننده کتف و بهبود وضعیت قرارگیری آن، قدرت و عملکرد شانه را افزایش می‌دهد.

#### کشش ماهیچه بالابرنده کتف
کشش ماهیچه بالابرنده کتف می‌تواند به کاهش درد گردن کمک کند. این عضله معمولاً در محل اتصال به تیغه شانه دچار گرفتگی می‌شود. کشش آن در حالت ایستاده یا نشسته به این ترتیب است:
- آرنج را در سمت مبتلا بالاتر از سطح شانه ببرید تا عضله کشیده شود.
- آرنج را به چارچوب در تکیه دهید تا تیغه شانه بچرخد.
- سر را به حالت خنثی برگردانده و چانه را پایین بکشید تا عضلات پشت گردن کشیده شوند.
- با دست مقابل، سر را به‌آرامی به جلو بکشید.
- کشش را ۳۰ ثانیه تا یک دقیقه نگه دارید.[۹]